# Kazimierz Glabisz
Kazimierz Glabisz, poljski general, * 1893, † 1981.